# Brother Where You Bound
Brother Where You Bound és el vuitè àlbum d'estudi de la banda de rock anglesa Supertramp, publicat el 1985. Va ser el seu primer àlbum després de la marxa del grup del membre fundador Roger Hodgson. Rick Davies va assolir llavors el lideratge compossant i cantant totes les cançons. L'àlbum es va gravar entre els Ocean Way Recording Studios de Hollywood i l'estudi personal de Rick Davies que tenia a la seva casa d'Encino (Califòrnia).
L'àlbum va aconseguir arribar al número 20 al UK Albums Charts del Regne Unit i al número 21 del Billboard 200 dels Estats Units. El senzill "Cannonball" va arribar al lloc 28 del Billboard Hot 100.
Una versió del CD remasteritzada va ser publicat el 30 de juliol de 2002 per A&M Records.

## Rebuda i crítiques musicals
El disc va ser ben rebut per la crítica. El portal AllMusic va destacar el so cristal·lí de l'àlbum, en particular del piano de Rick Davies, i amb una percussió i una secció de vents superbs. També els solos de faluta de Scott Page i els de guitarra de David Guilmour en el tema "Brother were you bound" van merèixer una menció especial.
El portal web de rock progressiu Progsphere també es va desfer en el·logis cap al disc, destacant-ne l'estil i la classe que destil·la tot l'àlbum, amb unes cançons que estan molt per sobre de la mitjana.

## Llista de temes
Totes les cançons escrites per Rick Davies.
| 1. | «Cannonball»    | 7:38 |
| 2. | «Still in Love» | 4:36 |
| 3. | «No Inbetween»  | 4:36 |
| 4. | «Better Days»   | 6:15 |

| 1. | «Brother Where You Bound» | 16:30 |
| 2. | «Ever Open Door»          | 3:06  |